# Martin Tower

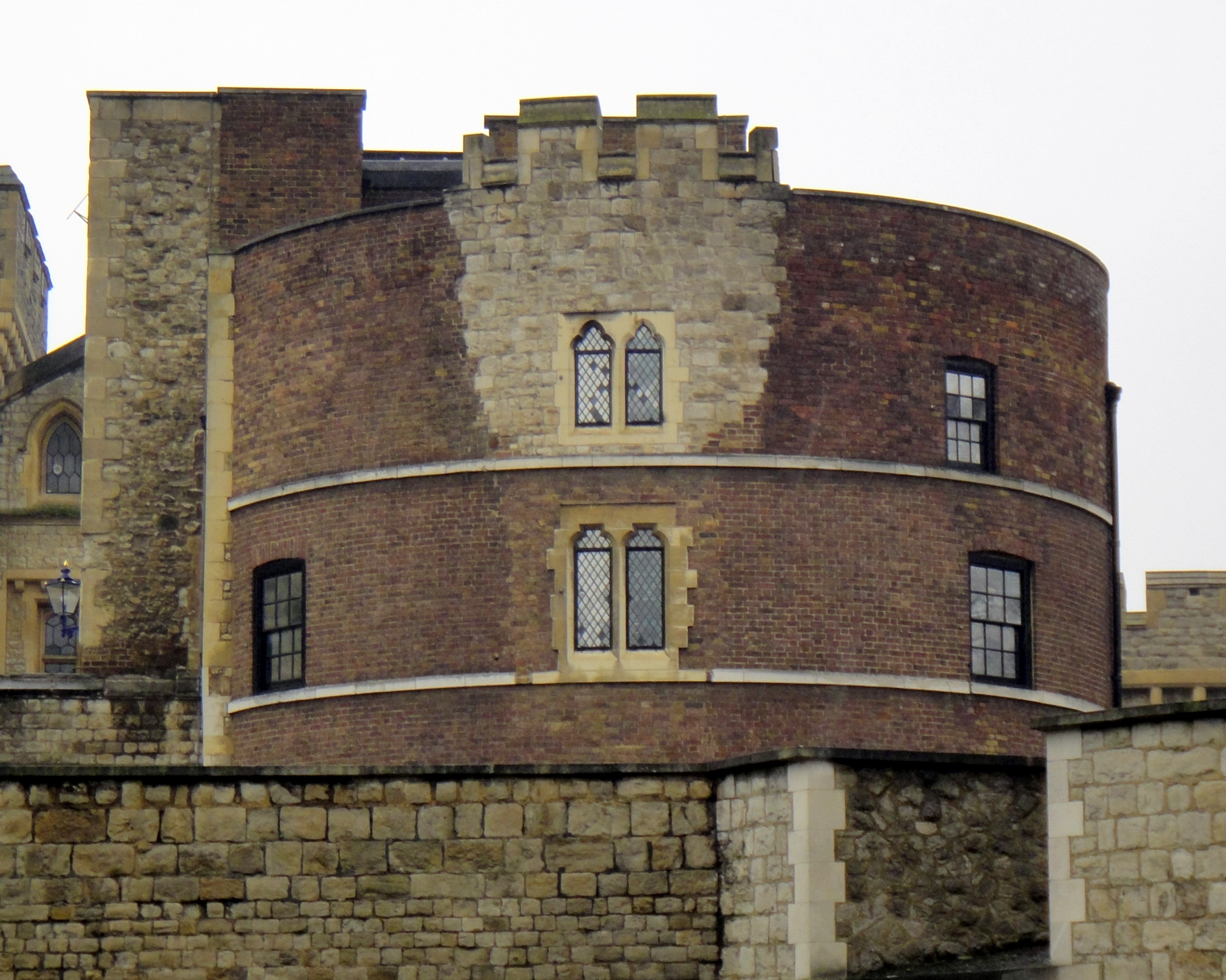
Martin Tower aus Ost

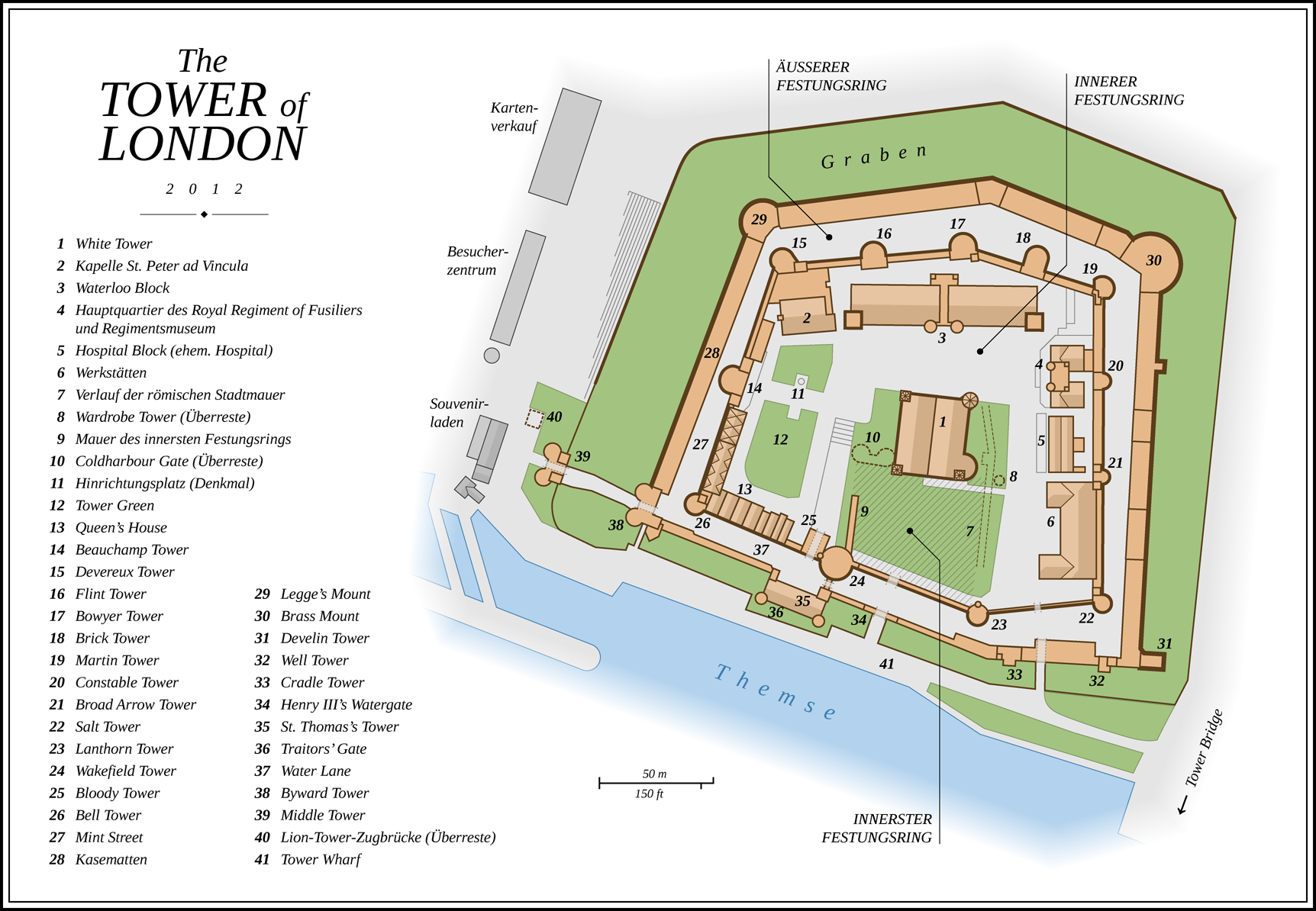
Karte des Tower of London mit Martin Tower im Nordosten (No. 19)

Der Martin Tower (ehemals Irish Tower) ist ein Turm im inneren Festungswall des Tower of London. Der Turm gehört zu den wenigen in der Nordmauer, die beim großen Towerfeuer von 1841 nicht beschädigt wurden. Zeitweise beherbergte er das Jewel House. Der Turm unterlag seit seiner Entstehungszeit zahlreichen Um- und Anbauten.
Der Martin Tower stammt ursprünglich aus dem Bau der inneren Mauer im 13. Jahrhundert. Wie die anderen Türme der Nordmauer hat er eine D-Form, wobei der Halbkreis nach außen, die gerade Linie nach innen zeigt. Die ursprüngliche Form des Martin Tower änderte sich stark, als dieser 1669 das Jewel House beherbergte und zur Aufbewahrung der Britischen Kronjuwelen diente.
Im Jahr 1721 ließ die Towerverwaltung eine Außentreppe in den ersten Stock anbauen. Vom selben Umbau stammt vermutlich auch die übergiebelte Tür im Süden des Turms, die sich zum südlichen Mauergang hin öffnet. In den höheren Etagen sind verschiedene Ausbesserungsarbeiten aus dem 18. Jahrhundert zu sehen, die in Backstein ausgeführt wurden. Ein kurzfristig und offensichtlich schlecht geplanter Versuch, dem Turm 1905 ein stärker mittelalterliches Aussehen zu geben, führte zu einer auffallenden Stelle im oberen Turmteil, die eine Natursteinfassade hat.
Im Innern des Turms zeigt sich dessen wechselvolle Baugeschichte. Teilweise ist die Substanz noch mittelalterlich, teilweise zeigen sich die Umbauten des 18. Jahrhunderts zum Wohnort des obersten Juwelenhüters. Das Türmchen im Norden beherbergt zwei begehbare Schränke, die direkt übereinander angebracht sind.